# Services (网络服务配置文件)
Service文件是现代操作系统在etc目录下的一个配置文件，记录网络服务名对应的端口号与协议。
service文件的用途是：
- 通过TCP/IP的API函数（声明在netdb.h中）直接查到网络服务名与端口号、使用协议的对应关系。如getservbyname("serve","tcp")获取端口号；[1]getservbyport（htons（port），“tcp”）获取端口和协议上的服务名。[2]
- 如果用户在这个文件中维护所有使用的网络服务名字、端口、协议，那么可以一目了然的获悉哪些端口号用于哪个服务，哪些端口号是空闲的。

## 介绍
IP协议的端口号，可用于区分服务器提供的不同服务。值得范围是0至65535. IP地址、端口号、TCP/UDP协议，这三者合起来称为套接字（socket）。
前1000个被保留用于特定应用，被称为著名端口（well known ports）。细节见RFC 1340。并写在service文件中。

## 历史
最初在Internet的前身ARPANET中，其成员SRI International手动维护并分享了一个名为SERVICES.TXT的文件，其中就包括网络服务名对应的端口号与协议。
端口号和标准服务之间的对应关系在RFC 1700 “Assigned Numbers”中有详细的定义。

## Linux操作系统
文件位置是/etc/services
只有“root”用户才有权限修改这个文件。文件中的每一行由4个字段组成,用TAB或空格分隔，分别表示“服务名称”、“使用端口”、“协议名称”以及“别名”。例如：
```
http      80/tcp      www
```

## Windows操作系统
文件位置是C:\WINDOWS\system32\drivers\etc\services
只有“administrator”用户才有权限修改这个文件。文件中的每一行由5个字段组成,用TAB或空格分隔，分别表示“服务名称”、“使用端口”、“协议名称”、“别名”、“注释”。例如：
```
qotd               17/tcp    quote                  #Quote of the day
qotd               17/udp    quote                  #Quote of the day
```

Winsock的API函数WSAConnectByName的第三个参数servicename，其官方文档解释是：服务名是端口号的字符串别名。